# Go-Suzaku Tennō
Go-Suzaku Tennō (後朱雀天皇?) (14 de diciembre de 1009 - 7 de febrero de 1045) fue el 69.º emperador de Japón, según el orden tradicional de sucesión. Reinó entre 1034 y 1045. Antes de ser ascendido al Trono de Crisantemo, su nombre personal (imina) era Príncipe Imperial Atsunaga (敦良親王 Atsunaga-shinnō?).

## Genealogía
Su padre fue Ichijō Tennō y su madre fue Fujiwara no Akiko (藤原彰子), hija de Fujiwara no Michinaga. El Emperador Go-Suzaku fue el hermano menor y sucesor del Emperador Go-Ichijō.
- Emperatriz Viuda: Fujiwara no Yoshiko (藤原嬉子) (1007 – 1025), cuarta hija de Fujiwara no Michinaga

- Príncipe Imperial Chikahito (親仁親王, futuro Emperador Go-Reizei) (1025 – 1068)

- Emperatriz (Kōgō): Princesa Imperial Sadako (禎子内親王) (1013 – 1094), tercera hija del Emperador Sanjō

- Príncipe Imperial Takahito (尊仁親王, futuro Emperador Go-Sanjō) (1034 – 1073)
- Princesa Imperial Nagako (良子内親王) (1029 – 1077), Ippin-Junzō-no-miya (一品准三宮)
- Princesa Imperial Kenshi (娟子内親王) (1032 – 1103)

- Emperatriz (Chūgū): Fujiwara no Motoko (藤原嫄子) (1016 – 1039), hija adoptiva de Fujiwara no Yorimichi; hija biológica del Príncipe Imperial Atsuyasu (敦康親王), hermanastro del Emperador Go-Suzaku

- Princesa Imperial Sukeko (祐子内親王) (1038 – 1105), Mishina-Junzō-no-miya (三品准三宮)
- Princesa Imperial Miwako (禖子内親王) (1039 – 1096), Rokujō Saiin (六条斎院)

- Dama de la Corte: Fujiwara no Nobuko (Enshi) (藤原延子) (1016 – 1095), hija de Fujiwara no Yorimune

- Princesa Imperial Masako (正子内親王) (1045 – 1114), Oshinokōji-Saiin (押小路斎院)

- Dama de la Corte: Fujiwara no Nariko (藤原生子) (1014 – 1068), hija mayor de Fujiwara no Norimichi

## Biografía
El Príncipe Imperial Atsunaga asumió al trono en 1036, a la edad de 26 años, tras la muerte de su hermano, el Go-Ichijō Tennō. Es nombrado como Emperador Go-Suzaku.
Fallece repentinamente en 1045, a la edad de 35 años y fue sucedido por su hijo, el Go-Reizei Tennō.
Fue enterrado en las “Siete Tumbas Imperiales” en Ryōan-ji, Kioto. El túmulo dedicado al Emperador Go-Suzaku se conoce como Shu-zan; y la tumba fue hecha a través de una restauración de los sepulcros imperiales a finales del siglo XIX por el Emperador Meiji

## Kugyō
Kugyō (公卿) es el término colectivo para los personajes más poderosos y directamente ligados al servicio del emperador del Japón anterior a la restauración Meiji. Eran cortesanos hereditarios cuya experiencia y prestigio les había llevado a lo más alto del escalafón cortesano.
- Kanpaku:
- Daijō Daijin:
- Sadaijin:
- Udaijin:
- Nadaijin:
- Dainagon:

## Eras
- Chōgen (1028 – 1037)
- Chōryaku (1037 – 1040)
- Chōkyū (1040 – 1044)
- Kantoku (1044 – 1046)